# Jérôme d’Ambrosio
Jérôme d’Ambrosio (ur. 27 grudnia 1985 w Etterbeek) – belgijski kierowca wyścigowy.

## Życiorys

### Początki kariery
Belg karierę rozpoczął w roku 2000, od startów w kartingu. Największym sukcesem Jerome’a w tej kategorii, było zwycięstwo w prestiżowym wyścigu Monako Kart Cup, w sezonie 2000. W 2003 zadebiutował w Belgijskiej Formule Renault 1.6, w ekipie byłego kierowcy F1, Thierry Boutsena. Już w pierwszym sezonie startów sięgnął w niej po tytuł mistrzowski. W tym samym sezonie brał udział również w Formule König, którą zakończył na 4. miejscu.
Po dobrych wynikach, w mało jednak znaczących seriach, Jerome przeniósł się do bardziej prestiżowych serii z cyklu Formuły Renault – Europejskiej oraz Francuskiej Formuły Renault 2.0. Reprezentując ekipę Graff Racing, rywalizację w nich ukończył odpowiednio na 4. i 16. pozycji.
W 2005 d’Ambrosio kontynuował starty w europejskim cyklu, w zespole Euronova Racing. W klasyfikacji generalnej zajął 15. pozycję. Z tym samym zespołem brał udział również we włoskiej edycji (zarówno w głównym, jak i zimowym cyklu). W ciągu sezonu kilkakrotnie stanął w nich na podium, a w ostatecznej klasyfikacji zajął w nich odpowiednio 4. i 3. miejsce. Poza tym wystartował w jednej rundzie Włoskiej Formuły 3000, w klasie „Light”. Zdobyte punkty sklasyfikowały go na 6. pozycji.
W 2006 podpisał kontrakt z francuską ekipą Tech 1 Racing, na starty w World Series by Renault. W ciągu siedmiu wyścigów Belg nie zdobył jednak punktów i po rundzie we Włoszech opuścił francuską stajnię. W lipcu Jerome powrócił do włoskiego teamu Euronova Racing, biorąc udział w ostatnich pięciu weekendach wyścigowych Euroserii 3000. W ciągu dziesięciu wyścigów trzykrotnie stanął na podium, zajmując ostatecznie 5. miejsce.
W 2007 zaangażował się w nowo powstałą Międzynarodową Formułę Master, mającą na celu wyszukiwać młode talenty do serii GP2. Był to przełomowy sezon w karierze Belga, który dzięki bardzo dobrej i konsekwentnej jeździe, pewnie sięgnął po tytuł mistrzowski, odnosząc po drodze pięć zwycięstw.

### GP2
W ten też sposób otworzyła się dla niego droga do samego przedsionka Formuły 1 – GP2. Po pomyślnych testach z ekipą DAMS, został zakontraktowany, jako drugi kierowca francuskiej ekipy, u boku Japończyka Kamui'ego Kobayashi. Współpracę z zespołem rozpoczął od debiutującej Azjatyckiej GP2, która była rozgrywana w przerwie zimowej. W ciągu dziesięciu rund trzykrotnie zapunktował, z czego dwukrotnie stanął na podium. Ostatecznie ukończył ją na 11. miejscu w generalnej klasyfikacji. Przegrał jednak wewnętrzną rywalizację z protegowanym Toyoty.
W głównej serii role się odwróciły i to Jerome okazał się lepszy, pomimo iż początek sezonu był dla niego kompletnie nieudany. Dorobek przyzwoitych 21 punktów dał mu podobnie, jak w zimowej edycji, jedenaste miejsce w końcowej klasyfikacji.

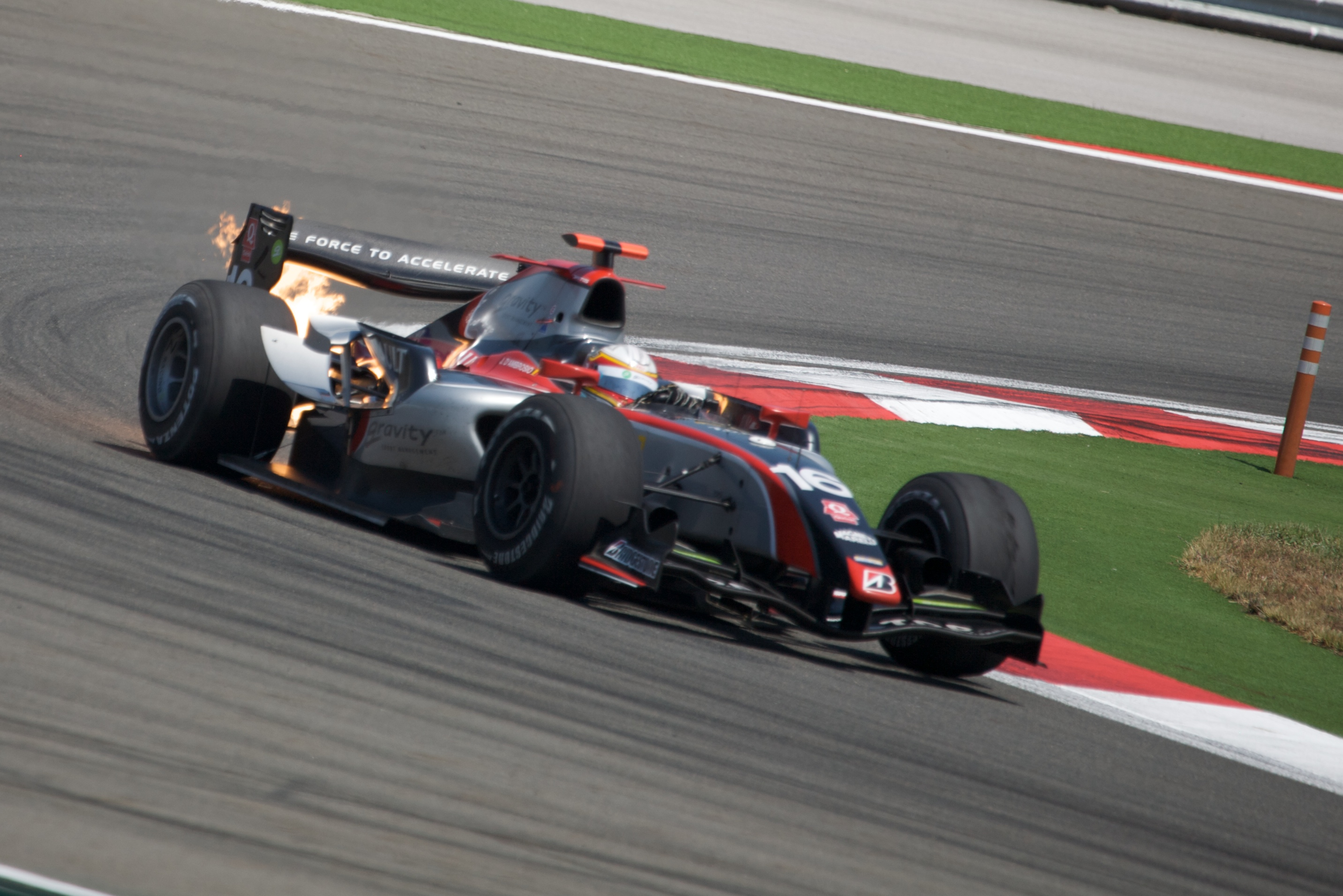
Jérôme d’Ambrosio podczas wyścigu GP2 w Turcji w sezonie 2009

Na przełomie 2008 i 2009 ponownie brał udział z francuską ekipą w Azjatyckiej Serii GP2. Drugi rok startów okazał się dużo lepszy w wykonaniu Belga. Mimo iż nie zdołał wygrać żadnego wyścigu, był jednym z najrówniejszych kierowców, a dzięki fantastycznej postawie w ostatniej rundzie sezonu w Bahrajnie, gdzie zajął dwukrotnie 2. miejsce, rzutem na taśmę odebrał tytuł wicemistrzowski Hiszpanowi, Roldanowi Rodriguezowi, wyprzedzając go zaledwie jednym punktem (punkt ten zdobył dzięki uzysjaniu najszybszego okrążenia, w ostatnim wyścigu sezonu). Ponownie jednak przez słabszy początek sezonu, uległ swojemu partnerowi z zespołu, który zdobył tytuł.
Drugi rok startów w głównej edycji również okazał się lepszy, aniżeli jego partnera. W przeciwieństwie do poprzedniego sezonu, tym razem to w pierwszej połowie cyklu notował lepsze wyniki (trzy miejsca na podium w ciągu czterech startów). Nie był jednak w stanie walczyć o tytuł. Głównym powodem ponownie okazał się brak stabilnej formy ekipy DAMS. Nie zmieniło to jednak faktu, iż zajął w generalce wyższą, 9. pozycję, z dorobkiem 29 punktów.
Po braku udziału w zimowej edycji GP2, d’Ambrosio z nadziejami oczekiwał sezonu 2010. W wyniku przeciętnych i nierównych osiągów samochodu, Belg tylko pięć razy dojechał na punktowanej pozycji. Dodatkowo w wyniku politycznych spraw zespołu, został zastąpiony przez Francuza Romaina Grosjeana, w jednej rundzie, na niemieckim torze Hockenheimring (miało to na celu porównanie osiągów obu kierowców, względem Chińczyka Ho-Pin Tunga). Najlepiej zaprezentował się podczas niedzielnych zmagań, na ulicznym obiekcie w Monako, gdzie odniósł pierwsze zwycięstwo w karierze. Po raz drugi i ostatni na podium, w tym roku, stanął ponownie w niedzielę, na włoskim torze Monza, gdzie zajął drugie miejsce. W tym sezonie Jerome po raz pierwszy zdobył również pole position, a miało to miejsce na belgijskim obiekcie Circuit de Spa-Francorchamps (nie dojechał jednak do mety). Nie zmieniło to jednak faktu, iż był to nieudany sezon dla Belga, który w klasyfikacji generalnej zajął dopiero 12. lokatę.

### Formuła 1

#### 2010: Renault

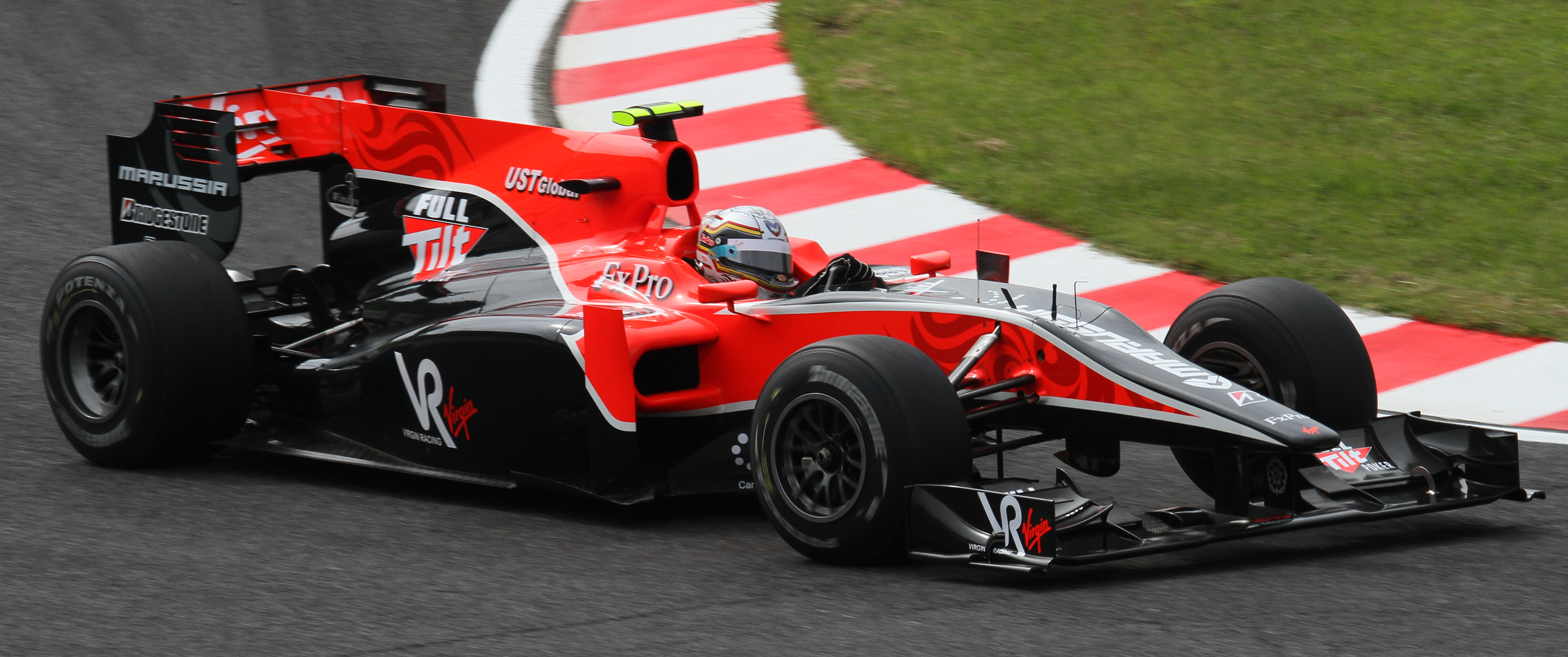
Jérôme d’Ambrosio podczas pierwszego treningu do Grand Prix Japonii 2010

W sezonie 2010 był kierowcą testowym w zespole Renault F1.
20 września 2010, zespół Virgin Racing ogłosił podpisanie kontraktu z d’Ambrosio, który miał brać udział w piątkowych treningach. Brał udział w sesjach treningowych przed Grand Prix Singapuru, Japonii, Korei Południowej, oraz Brazylii.

#### 2011: Virgin

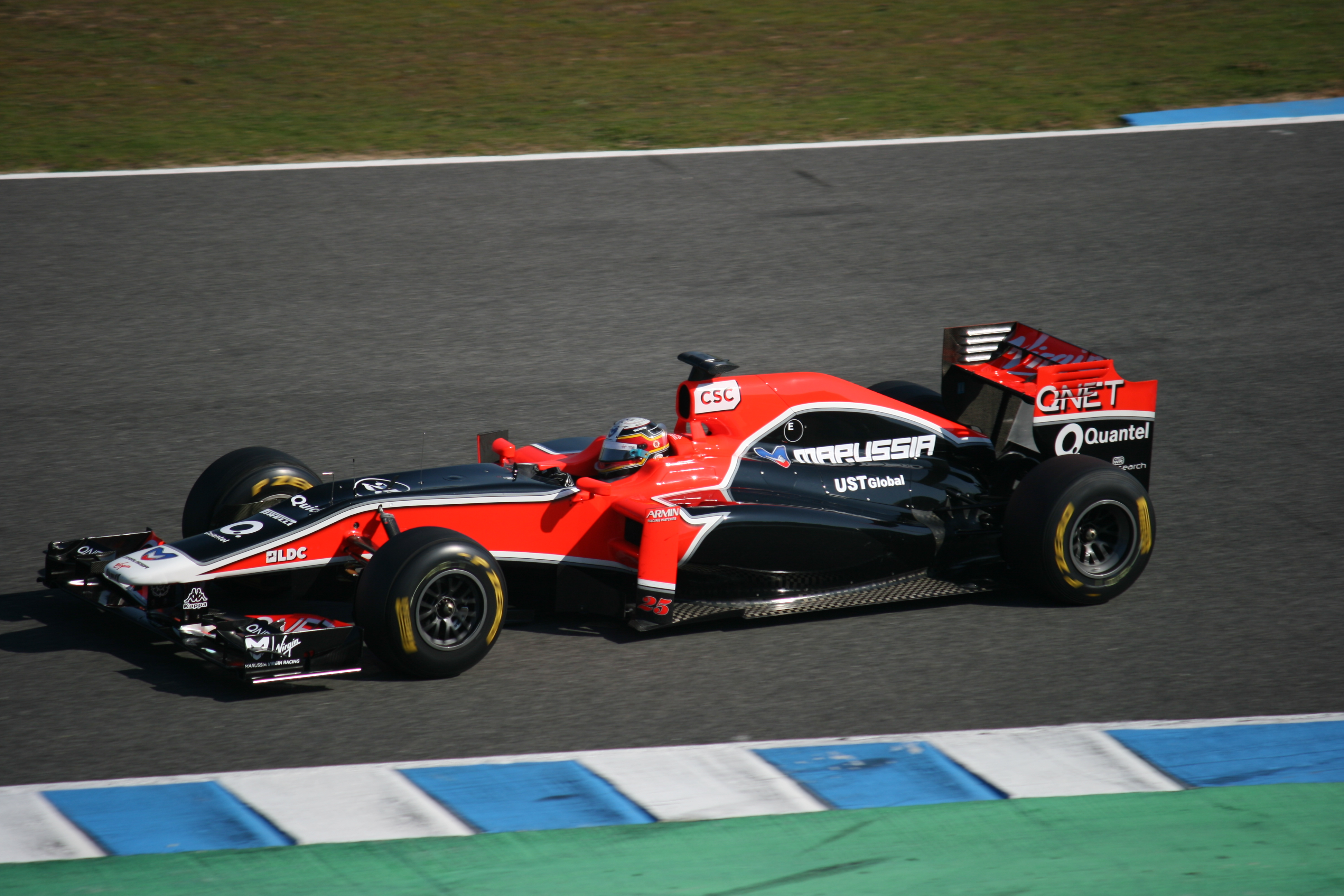
Jérôme d’Ambrosio podczas przedsezonowych testów nowych bolidów na Sezon 2011

Od sezonu 2011 został kierowcą Marussia Virgin Racing. Jego zespołowym partnerem został Niemiec Timo Glock.
27 marca 2011, do wyścigu Grand Prix Australii inaugurującym sezon 2011 startował z 22 pozycji, którą uzyskał poprzedniego dnia w kwalifikacjach. Linię mety przekroczył na 14. miejscu, tracąc w stosunku do lidera cztery okrążenia.
Do wyścigu o Grand Prix Malezji rozegranym 10 kwietnia, startował z 22 miejsca startowego. Na 42 okrążeniu uderzył w krawężnik w wyniku czego wyłączeniu uległ silnik bolidu, a zawodnik nie ukończył wyścigu.

### 2012: Lotus
Od początku tego sezonu pełni funkcję trzeciego kierowcy i kierowcy testowego zespołu Lotus. Podczas GP Włoch zastąpił zawieszonego na jeden wyścig Romaina Grosjeana.

### Po Formule 1
W 2014 roku Belg dołączył do stawki Blancpain Endurance Series, gdzie uplasował się na siedemnastej pozycji. Pod koniec sezonu podpisał kontrakt z ekipą Dragon Racing na starty w Formule E, gdzie trzykrotnie stawał na podium, a w Berlinie odniósł zwycięstwo. Z dorobkiem 113 punktów został sklasyfikowany na czwartej pozycji w końcowej klasyfikacji kierowców.

## Wyniki

### Formuła 1
| Legenda oznaczeń w tabelach wyników Wyświetl szablon na nowej stronie | Legenda oznaczeń w tabelach wyników Wyświetl szablon na nowej stronie                                                                     |
| Oznaczenie                                                            | Wyjaśnienie |
| --------------------------------------------------------------------- | --- |
| Złoty                                                                 | Zwycięzca lub mistrzostwo |
| Srebrny                                                               | 2. miejsce lub wicemistrzostwo |
| Brązowy                                                               | 3. miejsce lub II wicemistrzostwo |
| Zielony                                                               | Ukończył, punktował (w klasyfikacji generalnej, gdy zdobył co najmniej jeden punkt na przestrzeni sezonu, poza trzema powyższymi opcjami) |
| Niebieski                                                             | Ukończył, nie punktował (w klasyfikacji generalnej, gdy nie zdobył co najmniej jednego punktu na przestrzeni sezonu)                      |
| Czerwony                                                              | Nie zakwalifikował się (NZ) |
| Czerwony                                                              | Nie prekwalifikował się (NPK) |
| Różowy                                                                | Nie ukończył (NU) |
| Różowy                                                                | Niesklasyfikowany (NS) (w klasyfikacji generalnej, gdy nie został sklasyfikowany w żadnym wyścigu sezonu)                                 |
| Czarny                                                                | Zdyskwalifikowany (DK) |
| Czarny                                                                | Wykluczony (WYK/EX) |
| Biały                                                                 | Nie wystartował (NW) |
| Biały                                                                 | Kontuzjowany (K/INJ) |
| Biały                                                                 | Wyścig odwołany (OD/C) |
| Bez koloru                                                            | Został wycofany (WYC/WD) |
| Bez koloru                                                            | Nie przybył (NP/DNA) |
| Bez koloru                                                            | Nie brał udziału w treningach (NT/DNP) |
| Bez koloru                                                            | Nie został zgłoszony (–) |
| Pogrubienie                                                           | Start z pole position |
| Kursywa                                                               | Najszybsze okrążenie wyścigu |
| †                                                                     | Nie ukończył, ale jego rezultat został zaliczony ze względu na przejechanie więcej niż 90% dystansu wyścigu.                              |
| *                                                                     | Sezon w trakcie |
| 1/2/3                                                                 | Punktowana pozycja w sprincie kwalifikacyjnym                                                                                             |
| Lista systemów punktacji Formuły 1                                    | |

| Sezon | Zespół                 | Samochód             | Pozycje startowe / w wyścigach | Pozycje startowe / w wyścigach | Pozycje startowe / w wyścigach | Pozycje startowe / w wyścigach | Pozycje startowe / w wyścigach | Pozycje startowe / w wyścigach | Pozycje startowe / w wyścigach | Pozycje startowe / w wyścigach | Pozycje startowe / w wyścigach | Pozycje startowe / w wyścigach | Pozycje startowe / w wyścigach | Pozycje startowe / w wyścigach | Pozycje startowe / w wyścigach | Pozycje startowe / w wyścigach | Pozycje startowe / w wyścigach | Pozycje startowe / w wyścigach | Pozycje startowe / w wyścigach | Pozycje startowe / w wyścigach | Pozycje startowe / w wyścigach | Pozycje startowe / w wyścigach | Pozycje startowe / w wyścigach |
| Sezon | Zespół                 | Silnik               | 1                              | 2                              | 3                              | 4                              | 5                              | 6                              | 7                              | 8                              | 9                              | 10                             | 11                             | 12                             | 13                             | 14                             | 15                             | 16                             | 17                             | 18                             | 19                             | 20                             | 21                             |
| 2011  |                        |                      | Australia                      | Malezja                        |                                | Turcja                         | Hiszpania                      | Monako                         | Kanada                         | Unia Europejska                | Wielka Brytania                | Niemcy                         | Węgry                          | Belgia                         | Włochy                         | Singapur                       | Japonia                        | Korea Południowa               | Indie                          |                                | Brazylia                       |                                |                                |
| ----- | ---------------------- | -------------------- | ------------------------------ | ------------------------------ | ------------------------------ | ------------------------------ | ------------------------------ | ------------------------------ | ------------------------------ | ------------------------------ | ------------------------------ | ------------------------------ | ------------------------------ | ------------------------------ | ------------------------------ | ------------------------------ | ------------------------------ | ------------------------------ | ------------------------------ | ------------------------------ | ------------------------------ | ------------------------------ | ------------------------------ |
| 2011  | Marussia Virgin Racing | Virgin MVR-02        | 22                             | 22                             | 21                             | 20                             | 23                             | 22                             | 24                             | 23                             | 22                             | 21                             | 24                             | 20                             | 22                             | 22                             | 20                             | 22                             | 23                             | 22                             | 23                             |                                |                                |
| 2011  | Marussia Virgin Racing | Cosworth CA2011      | 14                             | NU                             | 20                             | 20                             | 20                             | 15                             | 14                             | 22                             | 17                             | 18                             | 19                             | 17                             | NU                             | 18                             | 21                             | 20                             | 16                             | NU                             | 19                             |                                |                                |
| 2012  |                        |                      | Australia                      | Malezja                        |                                | Bahrajn                        | Hiszpania                      | Monako                         | Kanada                         | Unia Europejska                | Wielka Brytania                | Niemcy                         | Węgry                          | Belgia                         | Włochy                         | Singapur                       | Japonia                        | Korea Południowa               | Indie                          |                                | Stany Zjednoczone              | Brazylia                       |                                |
| 2012  | Lotus F1 Team          | Lotus E20            | -                              | -                              | -                              | -                              | -                              | -                              | -                              | -                              | -                              | -                              | -                              | -                              | 15                             | -                              | -                              | -                              | -                              | -                              | -                              | -                              |                                |
| 2012  | Lotus F1 Team          | Renault RS27 2,4l V8 | -                              | -                              | -                              | -                              | -                              | -                              | -                              | -                              | -                              | -                              | -                              | -                              | 13                             | -                              | -                              | -                              | -                              | -                              | -                              | -                              |                                |

### GP2
| Legenda oznaczeń w tabelach wyników Wyświetl szablon na nowej stronie | Legenda oznaczeń w tabelach wyników Wyświetl szablon na nowej stronie                                                                     |
| Oznaczenie                                                            | Wyjaśnienie |
| --------------------------------------------------------------------- | --- |
| Złoty                                                                 | Zwycięzca lub mistrzostwo |
| Srebrny                                                               | 2. miejsce lub wicemistrzostwo |
| Brązowy                                                               | 3. miejsce lub II wicemistrzostwo |
| Zielony                                                               | Ukończył, punktował (w klasyfikacji generalnej, gdy zdobył co najmniej jeden punkt na przestrzeni sezonu, poza trzema powyższymi opcjami) |
| Niebieski                                                             | Ukończył, nie punktował (w klasyfikacji generalnej, gdy nie zdobył co najmniej jednego punktu na przestrzeni sezonu)                      |
| Czerwony                                                              | Nie zakwalifikował się (NZ) |
| Czerwony                                                              | Nie prekwalifikował się (NPK) |
| Różowy                                                                | Nie ukończył (NU) |
| Różowy                                                                | Niesklasyfikowany (NS) (w klasyfikacji generalnej, gdy nie został sklasyfikowany w żadnym wyścigu sezonu)                                 |
| Czarny                                                                | Zdyskwalifikowany (DK) |
| Czarny                                                                | Wykluczony (WYK/EX) |
| Biały                                                                 | Nie wystartował (NW) |
| Biały                                                                 | Kontuzjowany (K/INJ) |
| Biały                                                                 | Wyścig odwołany (OD/C) |
| Bez koloru                                                            | Został wycofany (WYC/WD) |
| Bez koloru                                                            | Nie przybył (NP/DNA) |
| Bez koloru                                                            | Nie brał udziału w treningach (NT/DNP) |
| Bez koloru                                                            | Nie został zgłoszony (–) |
| Pogrubienie                                                           | Start z pole position |
| Kursywa                                                               | Najszybsze okrążenie wyścigu |
| †                                                                     | Nie ukończył, ale jego rezultat został zaliczony ze względu na przejechanie więcej niż 90% dystansu wyścigu.                              |
| *                                                                     | Sezon w trakcie |
| 1/2/3                                                                 | Punktowana pozycja w sprincie kwalifikacyjnym                                                                                             |
| Lista systemów punktacji Formuły 1                                    | |

| Rok  | Zespół | Wyniki w poszczególnych eliminacjach | Wyniki w poszczególnych eliminacjach | Wyniki w poszczególnych eliminacjach | Wyniki w poszczególnych eliminacjach | Wyniki w poszczególnych eliminacjach | Wyniki w poszczególnych eliminacjach | Wyniki w poszczególnych eliminacjach | Wyniki w poszczególnych eliminacjach | Wyniki w poszczególnych eliminacjach | Wyniki w poszczególnych eliminacjach | Wyniki w poszczególnych eliminacjach | Wyniki w poszczególnych eliminacjach | Wyniki w poszczególnych eliminacjach | Wyniki w poszczególnych eliminacjach | Wyniki w poszczególnych eliminacjach | Wyniki w poszczególnych eliminacjach | Wyniki w poszczególnych eliminacjach | Wyniki w poszczególnych eliminacjach | Wyniki w poszczególnych eliminacjach | Wyniki w poszczególnych eliminacjach | Punkty | Pozycja |
| ---- | ------ | ------------------------------------ | ------------------------------------ | ------------------------------------ | ------------------------------------ | ------------------------------------ | ------------------------------------ | ------------------------------------ | ------------------------------------ | ------------------------------------ | ------------------------------------ | ------------------------------------ | ------------------------------------ | ------------------------------------ | ------------------------------------ | ------------------------------------ | ------------------------------------ | ------------------------------------ | ------------------------------------ | ------------------------------------ | ------------------------------------ | ------ | ------- |
| 2008 | DAMS   | ESP                                  | ESP                                  | TUR                                  | TUR                                  | MON                                  | MON                                  | FRA                                  | FRA                                  | GBR                                  | GBR                                  | DEU                                  | DEU                                  | HUN                                  | HUN                                  | VAL                                  | VAL                                  | BEL                                  | BEL                                  | ITA                                  | ITA                                  | 21     | 11      |
| 2008 | DAMS   | NU                                   | 15                                   | NU                                   | NU                                   | 9                                    | 7                                    | 6                                    | NU                                   | 9                                    | 12                                   | NU                                   | 11                                   | 9                                    | NU                                   | 5                                    | 2                                    | 8                                    | 2                                    | 7                                    | 6                                    | 21     | 11      |
| 2009 | DAMS   | ESP                                  | ESP                                  | MON                                  | MON                                  | TUR                                  | TUR                                  | GBR                                  | GBR                                  | DEU                                  | DEU                                  | HUN                                  | HUN                                  | VAL                                  | VAL                                  | BEL                                  | BEL                                  | ITA                                  | ITA                                  | POR                                  | POR                                  | 29     | 9       |
| 2009 | DAMS   | 3                                    | 3                                    | 6                                    | 2                                    | NU                                   | 15                                   | 19                                   | 12                                   | 10                                   | 7                                    | 16                                   | NU                                   | 9                                    | 4                                    | NU                                   | NU                                   | 4                                    | 4                                    | NU                                   | 10                                   | 29     | 9       |
| 2010 | DAMS   | ESP                                  | ESP                                  | MON                                  | MON                                  | TUR                                  | TUR                                  | VAL                                  | VAL                                  | GBR                                  | GBR                                  | DEU                                  | DEU                                  | HUN                                  | HUN                                  | BEL                                  | BEL                                  | ITA                                  | ITA                                  | ARE                                  | ARE                                  | 21     | 12      |
| 2010 | DAMS   | NU                                   | 13                                   | 8                                    | 1                                    | 10                                   | 8                                    | NU                                   | 8                                    | 11                                   | 11                                   | –                                    | –                                    | 6                                    | NU                                   | NU                                   | NU                                   | 5                                    | 2                                    | 14                                   | 8                                    | 21     | 12      |

### Azjatycka Seria GP2
| Legenda oznaczeń w tabelach wyników Wyświetl szablon na nowej stronie | Legenda oznaczeń w tabelach wyników Wyświetl szablon na nowej stronie                                                                     |
| Oznaczenie                                                            | Wyjaśnienie |
| --------------------------------------------------------------------- | --- |
| Złoty                                                                 | Zwycięzca lub mistrzostwo |
| Srebrny                                                               | 2. miejsce lub wicemistrzostwo |
| Brązowy                                                               | 3. miejsce lub II wicemistrzostwo |
| Zielony                                                               | Ukończył, punktował (w klasyfikacji generalnej, gdy zdobył co najmniej jeden punkt na przestrzeni sezonu, poza trzema powyższymi opcjami) |
| Niebieski                                                             | Ukończył, nie punktował (w klasyfikacji generalnej, gdy nie zdobył co najmniej jednego punktu na przestrzeni sezonu)                      |
| Czerwony                                                              | Nie zakwalifikował się (NZ) |
| Czerwony                                                              | Nie prekwalifikował się (NPK) |
| Różowy                                                                | Nie ukończył (NU) |
| Różowy                                                                | Niesklasyfikowany (NS) (w klasyfikacji generalnej, gdy nie został sklasyfikowany w żadnym wyścigu sezonu)                                 |
| Czarny                                                                | Zdyskwalifikowany (DK) |
| Czarny                                                                | Wykluczony (WYK/EX) |
| Biały                                                                 | Nie wystartował (NW) |
| Biały                                                                 | Kontuzjowany (K/INJ) |
| Biały                                                                 | Wyścig odwołany (OD/C) |
| Bez koloru                                                            | Został wycofany (WYC/WD) |
| Bez koloru                                                            | Nie przybył (NP/DNA) |
| Bez koloru                                                            | Nie brał udziału w treningach (NT/DNP) |
| Bez koloru                                                            | Nie został zgłoszony (–) |
| Pogrubienie                                                           | Start z pole position |
| Kursywa                                                               | Najszybsze okrążenie wyścigu |
| †                                                                     | Nie ukończył, ale jego rezultat został zaliczony ze względu na przejechanie więcej niż 90% dystansu wyścigu.                              |
| *                                                                     | Sezon w trakcie |
| 1/2/3                                                                 | Punktowana pozycja w sprincie kwalifikacyjnym                                                                                             |
| Lista systemów punktacji Formuły 1                                    | |

| Rok       | Zespół | Wyniki w poszczególnych eliminacjach | Wyniki w poszczególnych eliminacjach | Wyniki w poszczególnych eliminacjach | Wyniki w poszczególnych eliminacjach | Wyniki w poszczególnych eliminacjach | Wyniki w poszczególnych eliminacjach | Wyniki w poszczególnych eliminacjach | Wyniki w poszczególnych eliminacjach | Wyniki w poszczególnych eliminacjach | Wyniki w poszczególnych eliminacjach | Wyniki w poszczególnych eliminacjach | Punkty | Pozycja |
| --------- | ------ | ------------------------------------ | ------------------------------------ | ------------------------------------ | ------------------------------------ | ------------------------------------ | ------------------------------------ | ------------------------------------ | ------------------------------------ | ------------------------------------ | ------------------------------------ | ------------------------------------ | ------ | ------- |
| 2008      | DAMS   | ARE                                  | ARE                                  | IDN                                  | IDN                                  | MAL                                  | MAL                                  | BHR                                  | BHR                                  | ARE                                  | ARE                                  |                                      | 12     | 11      |
| 2008      | DAMS   | 11                                   | 8                                    | NU                                   | NU                                   | 3                                    | NU                                   | 11                                   | 12                                   | 7                                    | 3                                    |                                      | 12     | 11      |
| 2008/2009 | DAMS   | CHN                                  | CHN                                  | ARE                                  | BHR                                  | BHR                                  | QAT                                  | QAT                                  | MAL                                  | MAL                                  | BHR                                  | BHR                                  | 36     | 2       |
| 2008/2009 | DAMS   | 9                                    | 5                                    | 7                                    | 2                                    | 3                                    | 5                                    | 7                                    | NU                                   | DK                                   | 3                                    | 2                                    | 36     | 2       |

### Formuła Renault 3.5
| Legenda oznaczeń w tabelach wyników Wyświetl szablon na nowej stronie | Legenda oznaczeń w tabelach wyników Wyświetl szablon na nowej stronie                                                                     |
| Oznaczenie                                                            | Wyjaśnienie |
| --------------------------------------------------------------------- | --- |
| Złoty                                                                 | Zwycięzca lub mistrzostwo |
| Srebrny                                                               | 2. miejsce lub wicemistrzostwo |
| Brązowy                                                               | 3. miejsce lub II wicemistrzostwo |
| Zielony                                                               | Ukończył, punktował (w klasyfikacji generalnej, gdy zdobył co najmniej jeden punkt na przestrzeni sezonu, poza trzema powyższymi opcjami) |
| Niebieski                                                             | Ukończył, nie punktował (w klasyfikacji generalnej, gdy nie zdobył co najmniej jednego punktu na przestrzeni sezonu)                      |
| Czerwony                                                              | Nie zakwalifikował się (NZ) |
| Czerwony                                                              | Nie prekwalifikował się (NPK) |
| Różowy                                                                | Nie ukończył (NU) |
| Różowy                                                                | Niesklasyfikowany (NS) (w klasyfikacji generalnej, gdy nie został sklasyfikowany w żadnym wyścigu sezonu)                                 |
| Czarny                                                                | Zdyskwalifikowany (DK) |
| Czarny                                                                | Wykluczony (WYK/EX) |
| Biały                                                                 | Nie wystartował (NW) |
| Biały                                                                 | Kontuzjowany (K/INJ) |
| Biały                                                                 | Wyścig odwołany (OD/C) |
| Bez koloru                                                            | Został wycofany (WYC/WD) |
| Bez koloru                                                            | Nie przybył (NP/DNA) |
| Bez koloru                                                            | Nie brał udziału w treningach (NT/DNP) |
| Bez koloru                                                            | Nie został zgłoszony (–) |
| Pogrubienie                                                           | Start z pole position |
| Kursywa                                                               | Najszybsze okrążenie wyścigu |
| †                                                                     | Nie ukończył, ale jego rezultat został zaliczony ze względu na przejechanie więcej niż 90% dystansu wyścigu.                              |
| *                                                                     | Sezon w trakcie |
| 1/2/3                                                                 | Punktowana pozycja w sprincie kwalifikacyjnym                                                                                             |
| Lista systemów punktacji Formuły 1                                    | |

| Rok  | Zespół        | Wyniki w poszczególnych eliminacjach | Wyniki w poszczególnych eliminacjach | Wyniki w poszczególnych eliminacjach | Wyniki w poszczególnych eliminacjach | Wyniki w poszczególnych eliminacjach | Wyniki w poszczególnych eliminacjach | Wyniki w poszczególnych eliminacjach | Wyniki w poszczególnych eliminacjach | Wyniki w poszczególnych eliminacjach | Wyniki w poszczególnych eliminacjach | Wyniki w poszczególnych eliminacjach | Wyniki w poszczególnych eliminacjach | Wyniki w poszczególnych eliminacjach | Wyniki w poszczególnych eliminacjach | Wyniki w poszczególnych eliminacjach | Wyniki w poszczególnych eliminacjach | Wyniki w poszczególnych eliminacjach | Punkty | Pozycja |
| ---- | ------------- | ------------------------------------ | ------------------------------------ | ------------------------------------ | ------------------------------------ | ------------------------------------ | ------------------------------------ | ------------------------------------ | ------------------------------------ | ------------------------------------ | ------------------------------------ | ------------------------------------ | ------------------------------------ | ------------------------------------ | ------------------------------------ | ------------------------------------ | ------------------------------------ | ------------------------------------ | ------ | ------- |
| 2006 | Tech 1 Racing | ZOL                                  | ZOL                                  | MON                                  | TUR                                  | TUR                                  | ITA                                  | ITA                                  | SFR                                  | SFR                                  | DEU                                  | DEU                                  | GBR                                  | GBR                                  | FRA                                  | FRA                                  | ESP                                  | ESP                                  | 0      | 36      |
| 2006 | Tech 1 Racing | 19                                   | 19†                                  | 12                                   | 14                                   | 22                                   | 16                                   | 19                                   | –                                    | –                                    | –                                    | –                                    | –                                    | –                                    | –                                    | –                                    | –                                    | –                                    | 0      | 36      |

### Podsumowanie startów
| Sezon     | Seria                                  | Zespół                       | Wyścigi          | PP               | Zwycięstwa       | Punkty           | Pozycja          |
| --------- | -------------------------------------- | ---------------------------- | ---------------- | ---------------- | ---------------- | ---------------- | ---------------- |
| 2003      | Belgijska Formuła Renault 1.6          | Thierry Boutsen Racing       |                  |                  |                  |                  | 1                |
| 2003      | Formula König                          |                              |                  |                  |                  | 240              | 4                |
| 2004      | Francuska Formuła Renault              | Graff Racing                 | 14               | 0                | 0                | 156              | 4                |
| 2004      | Europejska Formuła Renault             | Graff Racing                 | 7                | 0                | 0                | 28               | 16               |
| 2005      | Włoska Formuła Renault                 | Euronova Racing              | 17               | 1                | 1                | 199              | 4                |
| 2005      | Włoska Formuła Renault (zimowa edycja) | Euronova Racing              | 2                | ?                | 2                | 40               | 3                |
| 2005      | Europejska Formuła Renault             | Euronova Racing              | 6                | 0                | 0                | 22               | 15               |
| 2005      | Włoska Formuła 3000                    | Euronova Racing              | 1                | 0                | 0                | 9                | 6                |
| 2006      | Euroseria 3000                         | Euronova Racing              | 10               | 0                | 0                | 39               | 5                |
| 2006      | Formula Renault 3.5 Series             | Tech 1 Racing                | 7                | 0                | 0                | 0                | NS               |
| 2006      | FIA GT Championship                    | Gillet Vertigo Streiff (GT2) | 1                | 0                | 0                | 0                | NS               |
| 2007      | Międzynarodowa Formuła Master          | Cram Competition             | 16               | 1                | 5                | 100              | 1                |
| 2008      | Seria GP2                              | DAMS                         | 20               | 0                | 0                | 21               | 11               |
| 2008      | Azjatycka Seria GP2                    | DAMS                         | 10               | 0                | 0                | 12               | 11               |
| 2008/2009 | Azjatycka Seria GP2                    | DAMS                         | 11               | 1                | 0                | 36               | 2                |
| 2009      | Seria GP2                              | DAMS                         | 20               | 0                | 0                | 29               | 9                |
| 2010      | Seria GP2                              | DAMS                         | 18               | 1                | 1                | 21               | 12               |
| 2010      | Formuła 1                              | Renault                      | Kierowca testowy | Kierowca testowy | Kierowca testowy | Kierowca testowy | Kierowca testowy |
| 2010      | Formuła 1                              | Virgin                       | Kierowca testowy | Kierowca testowy | Kierowca testowy | Kierowca testowy | Kierowca testowy |
| 2011      | Formuła 1                              | Marussia Virgin Racing       | 19               | –                | –                | –                | 24               |
| 2012      | Formuła 1                              | Lotus F1 Team                | 1                | –                | –                | –                | 23               |
| 2013      | Formuła 1                              | Lotus F1 Team                | Kierowca testowy | Kierowca testowy | Kierowca testowy | Kierowca testowy | Kierowca testowy |
| 2014      | Blancpain Endurance Series             | M-Sport Bentley              | 5                | –                | –                | 15               | 17               |
| 2014/2015 | Formuła E                              | Dragon Racing                | 11               | –                | 1                | 113              | 4                |